# Kvinnoorganisationer i samarbete
Kvinnoorganisationer i samarbete (finska: Naisjärjestöt Yhteistyössä – Nytkis), är ett politiskt obundet samarbetsorgan för kvinnoorganisationer i Finland.
Till Kvinnoorganisationer i samarbete, som bildades 1988, anslöt sig från början de politiska kvinnoorganisationerna, Kvinnosaksförbundet Unionen och Kvinnoorganisationernas centralförbund och senare tillkom även Sällskapet för kvinnoforskning i Finland. Kvinnoorganisationer i samarbete har en viktig roll i kvinnopolitiska frågor, såväl nationellt som internationellt. Sammanslutningen verkar för att förbättra kvinnors ställning och för uppnå verklig jämställdhet mellan könen. Detta sker genom att följa upp lagstiftning, beslutsfattande och forskning, samt genom politiska ställningstaganden ur kvinnoperspektiv.